# スタンレーパーク

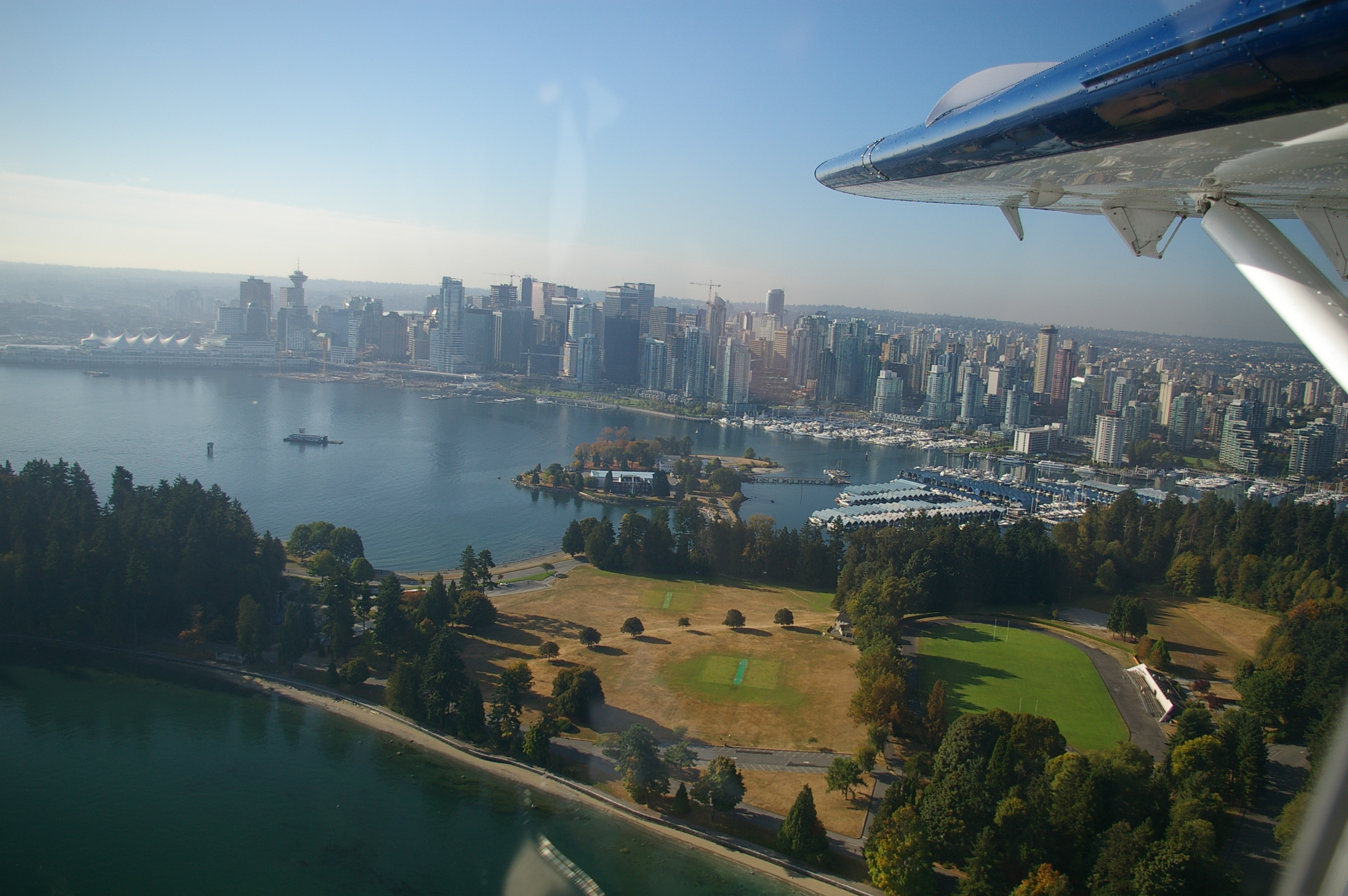
スタンレーパーク

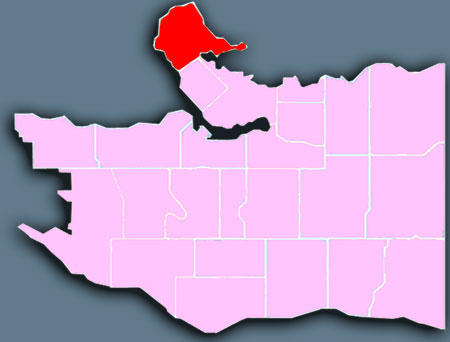

スタンレーパーク (英:Stanley Park)は、カナダ、ブリティッシュコロンビア州、バンクーバー市の都市公園である。面積は405haで、北アメリカの都市公園の大きさではトップ10に入っている。バンクーバー中心業務地区のある半島「石炭半島」の先端部で周りを海に囲まれている。
敷地は針葉樹林に覆われており、中には70mを超える巨木もある。都市公園ではあるがあまり手を加えることなく、原生林の状態を維持している。スタンレーパークは、世界で16番目に良い公園とされ、北アメリカでは6位に輝いた。

## 歴史

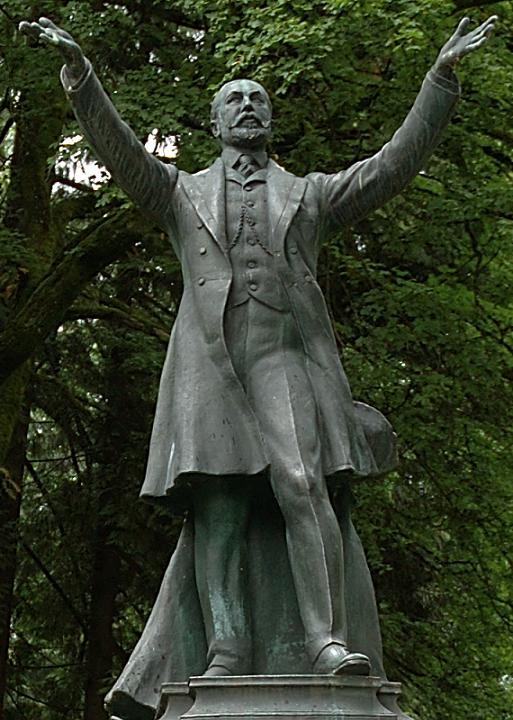
ダービー・スタンレー16世の銅像

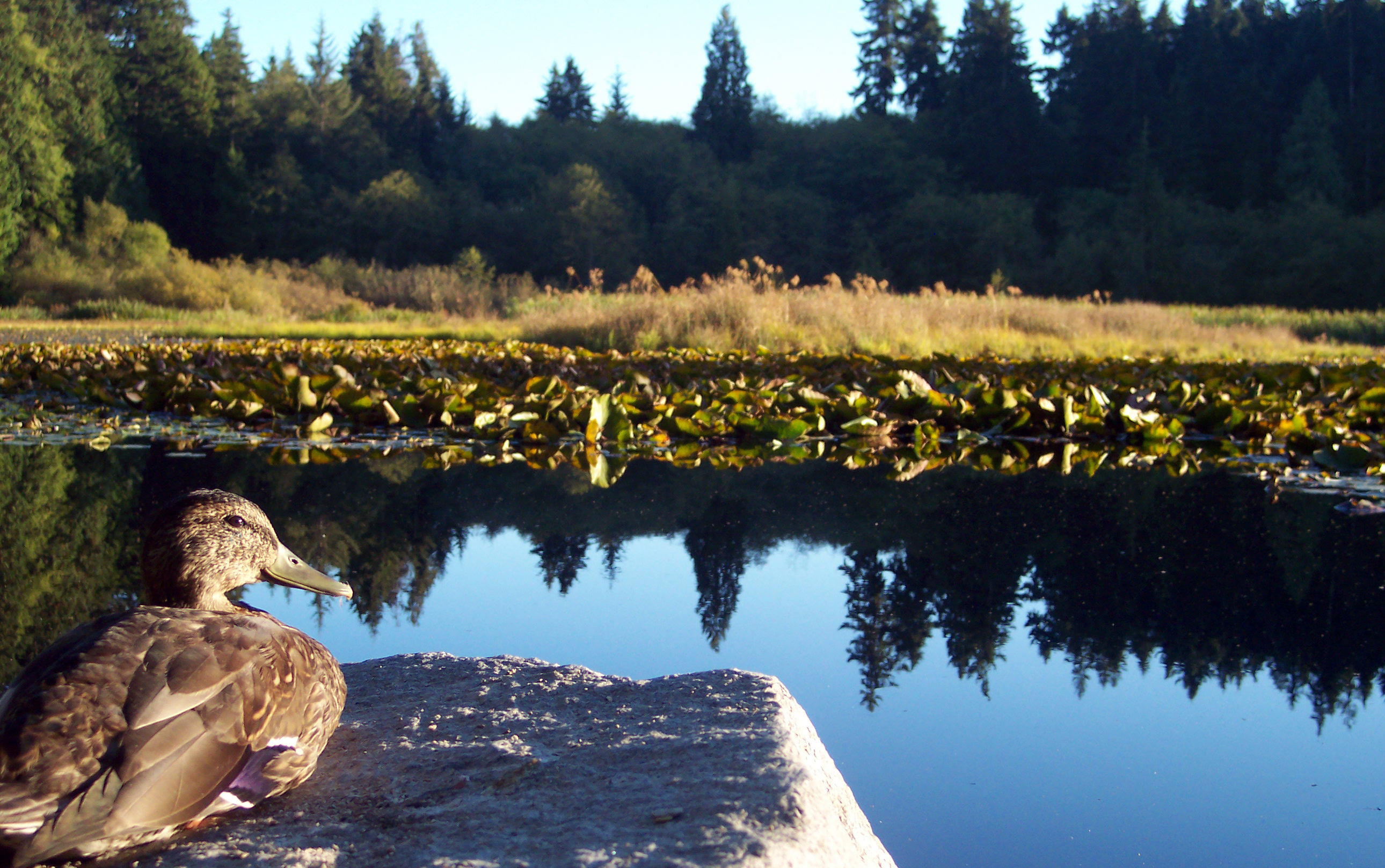
ビーバーレイク

のちにスタンレーパークとなるこの土地は北米西海岸先住民族であるバラード族（Burrard）モスキアム族（ Musqueam ）そしてスクワミッシュ族（ Squamish）が治めていた。一帯には3000年以上前から使われていたと推定される村が複数あり、中でもランバーマンズアーチ（Lumberman's Arch)付近のX̱wáýx̱wayと呼ばれる村には百人近くが住んでいたとされる。
1859年、この半島は正式にBC政府の管轄となった。当時はここで石炭が採掘できるのではという期待もあり「石炭半島（Coal Peninsula）」と呼ばれていた。BC州土地開発局長のリチャード・クレメント・ムーディはこの土地を軍用に使用することを決めた。
1871年、BC州がカナダ連邦に加盟すると、石炭半島を含む全ての軍用地は連邦政府の管轄となった。
1886年、バンクーバー市の市議会はカナダ政府に要望書を提出し、”石炭半島”は公共の公園として市に貸し出されることが決まった。このエリアでは沢山の木が何回も切り倒され、人が住める環境になるまで最初の開拓者が沢山の作業を行った。開発が進んでいくとともに、バンクーバー市に公園を管轄する課が設立された。
この頃には大陸横断鉄道の完成もあり、バンクーバーは爆発的な人口増加を経験する。そんな中先住民は都市開発の疎ましい存在となり、次第に先祖代々受け継いできた土地から強制的に退去させられることとなる。
1888年、10月27日正式に、公園が開園し当時カナダの総督だったダービー・スタンレー16世にちなみ仮に名前が付けられた。その次の年の10月29日には、ダービー自身がブリティッシュコロンビア州を訪ねた。そして正式に公園の名前がスタンレーパークに決まった。
1908年、20年前に、署名がされた貸し出しの契約書を政府が変更し、バンクーバー市に99年貸し出す(2007年まで)と言う契約をした。さらにこの契約書は貸し出し期間の延長も可能になっている。
開園当初にあったクマの飼育施設はそののち動物園として整備され、オオカミ、バッファロー、カンガルー、サル、ヘビ、エミュー、フンボルトペンギンなど50種以上の動物が飼育された。しかし野生動物保護団体ボーンフリー財団の調査によって動物園の飼育環境の劣悪さが指摘された。批判を受けて動物園の改良案が出されたものの、1994年のバンクーバー市民による住民投票では54%が動物園閉園を支持。ほとんどの飼育個体は他の動物園に引き取られたものの、高齢で引き取り手のなかったホッキョクグマのTukは園内の非公開施設でその後も飼育され、この個体が1997年12月に36歳で死亡した時点で動物園は完全に閉鎖となった。

## 施設
スタンレーパークの人気の理由は、施設が充実している事である。カフェ、レストラン、ビーチ、テニスコート、ミニゴルフコース（レンタルあり）、家畜種を飼育するふれあい牧場、ミニチュア鉄道、ライオンズゲートブリッジ、プールなど色々あり有料の物もあるが、市立なので値段は安く、ゴルフの場合レンタル料をのぞくと3カナダドル（2006年）で1周できる。公園の一部には、銅像や彫刻、近代美術作品などもある。

### シーウォール(Seawall)
公園の周りを囲むように通っている8.8kmの長さのトレイルで、1918年から建設が始まり1971年に完成した。現在は公園外のカナダプレースやイングリッシュベイ方面にまで延長されており、他の公園とも繋がっている。
この遊歩道は舗装されていて散歩やランニング、サイクリング、ローラーブレードに最高に適している。ただし、公園内では自転車とローラーブレードは逆時計周りで走行するルールとなっている。

### トーテムポール
シーウォールの入り口から2.5kmほどのところにトーテムポールが立てられており、有名な観光スポットとなっている。

### ナインオクロックガン
公園の東端、一番突き出したところに設置されている大砲。かつてバラード入江で漁をしていた人々に午後９時を告げていた。英国製。現在もその名の通り、九時になると自動で砲声をとどろかせて、時刻を告げる。
大砲は小屋の中にあるが、照準はカナダ・プレイスに停泊しているクルーズ客船になっている。

### フリーバス
夏季には公園内無料バスも運行されていたが現在は運行休止状態が続いている。

### ミニチュア鉄道
1886年に建設されたミニチュアの鉄道。1周するのに約15分ほど。かつて動物園だった所を通っている。ハロウィーンやクリスマスの前後では、電球で列車や線路、木などが装飾される。

### 日本人兵士の記念塔
第一次世界大戦中にカナダ軍に加わった日本人兵士を記念して1920年に設置された。前面には「カナダ遠征軍に加わって死んだ日本人」54名の名前が刻まれたプレート、後面には生還者の名前が刻まれたプレートが取り付けられている。

## 治安

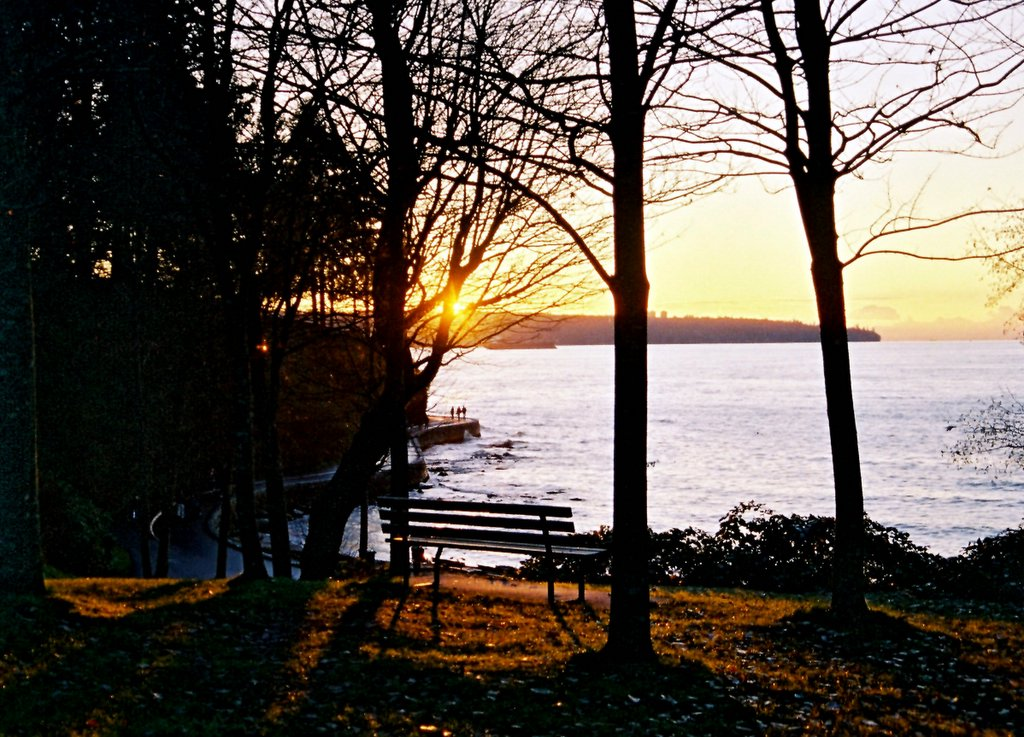
スタンレーパークの夕陽

バンクーバーはカナダの中でも指折りの温暖な気候を享受している都市である。そのため、カナダ全域からホームレスが集まっているといわれている。温暖な一方で、太平洋からの湿った空気が夏季を除いて吹き付けているため、非常に雨が降りやすい。そのために、多くのホームレスが雨風をしのぐために、スタンレーパーク内部で野宿をしている。公園内にはトレイルが無数に走っているが、そこを訪れる現地人はほとんどいない。また、実際に韓国からの留学生が一人でトレイルを散歩中、後ろからホームレスにナイフで切りつけられ、一生寝たきりの重い障害を負う事件も起きている。

## 映画撮影
バンクーバーは別名「北のハリウッド」と呼ばれるほど映画の撮影が盛んであるが、スタンレーパーク内においては「ジュマンジ」「X-MEN:ファイナル ディシジョン」が撮影に利用されていた。

## その他のスタンレーパーク
- 英国のリヴァプールにも、同名の公園がある。
- スタンレーパークは、本の題名でもある。
- 1880年台にはスタンレーパークを大きく一周する道路（Park Dive）が建設された。  幼少期をスタンレーパークの村で過ごした先住民のAugust Jack Khatsahlano は1934年のインタビューでこう回想している。   調査隊がいきなりやってきて家を撃ち壊し始めた時、我々は中にいてご飯を食べていた。一体何事かと外に出た。少し英語が喋れた姉のルイズが何をしているのかと白人に訊いた。「道の調査だ。」姉は又尋ねた「誰の道を？」”